# Heretic Commando
Heretic Commando – Rise Of The New Antikrist je čtvrté album české deathmetalové kapely Hypnos.

## Seznam skladeb
1. Nailed To The Golden Throne – 4:00
2. Inverted – Chasing The Apostles – 4:13
3. Cholera – Mor – 3:47
4. Burning Again – Hymn Of Eternal Fire – 5:14
5. Alliance Of Snakes – Reptilian Conception – 2:52
6. In Love With Death – 4:22
7. Decadence – Art Of Modern Misery – 1:03
8. Extremely Dark Days – 3:33
9. Versus The Void – 3:19
10. Urbi At Morbid – Farewell To Sanctity – 3:12

- videoklipy

1. Inverted (Chasing The Apostles) – 4:26

## Sestava
- Brüno – zpěv, baskytara
- Pegas – bicí
- Igorr – kytara, elektrická kytara, akustická kytara, xylofon
- Vlasa – kytara